# KTM・690エンデューロ
690エンデューロ（690 ENDURO）は、2008年よりKTM Sportmotorcycle AGが製造する、4ストローク690 ccのオートバイである。同社が製造するオートバイの中で競技用並びにストリートでも最も高いエンジン性能、走行性能を有し、同社のデュアルパーパス分野でのイメージ牽引を担う。2009年からはRモデルも製造し、サスペンションストロークが25 mmほどアップしている。

## 概要
2007年、2009年、2010年の3回ダカールラリーで優勝している。